# Lutz Schumacher
Lutz Schumacher (* 13. Januar 1968 in Diepholz) ist ein deutscher Journalist und seit 2020 CEO der SV-Holding und Geschäftsführer von Schwäbisch Media. Er wurde als Medienmacher und als Autor satirischer Werke über die Bahn und den Autoverkehr bekannt, 2008 erschien der Spiegel-Bestseller senk ju vor träwelling.

## Berufliche Laufbahn
Schumacher studierte Betriebswirtschaftslehre (Diplom und Master) an der Hochschule Wismar und volontierte als Redakteur. Arbeitsstationen waren unter anderem DeutschlandRadio, RTL und die Westfälische Rundschau. Er war mehrere Jahre lang Chefredakteur und Mitglied der Geschäftsführung der Sektion Neue Medien in der ProSieben Media AG.
Von 2007 bis Ende 2019 war er Geschäftsführer und mehrere Jahre lang auch Chefredakteur der Tageszeitung Nordkurier in Mecklenburg-Vorpommern. Zuvor führte er die Geschäfte der Münsterschen Zeitung und betreute eine Reihe von Projekten beim Mutterverlag der „MZ“, den Dortmunder Ruhr Nachrichten. Er leitete von 1999 bis 2005 die Berliner Nachrichtenagentur ddp Deutscher Depeschendienst als Geschäftsführer und Chefredakteur.
Schumacher ist seit 2020 Geschäftsführer von Schwäbisch Media in Ravensburg – dazu gehört die Schwäbische Zeitung −, die Teil der SV Gruppe ist. Schumacher ist CEO der Holding.

## Publikationen

### senk ju vor träwelling, 2008
Die gemeinsam mit dem Die-Zeit-Journalisten Mark Spörrle verfasste Bahn-Satire „senk ju vor träwelling“ gehörte 2008 zu den meistverkauften Sachbüchern und stand fast das gesamte Jahr auf der Bestsellerliste im Spiegel. Das Buch beschreibt im imitierten Tonfall eines Ratgebers Bahnfahren in Deutschland als hartes Überlebenstraining. Der Nachfolge-Band Neue Tipps zum Überleben in der Bahn nimmt vor allem das Management und den angestrebten Börsengang des Verkehrsunternehmens auf die Schippe. Der zweite Teil von Senk ju vor träwelling erreichte nicht den Erfolg des ersten Werkes, hielt sich aber nach Erscheinen auch rund 30 Wochen in der Top 50 der meistverkauften Sachbücher. 

### Wenn möglich, bitte wenden, 2009
beschreibt die Irrfahrten des Handelsvertreters Harald Grützner auf bundesdeutschen Straßen. Pechvogel Grützner gerät dabei von einem Verkehrsdesaster ins nächste und scheitert regelmäßig an Autotechnik, Navigationssystem, Parkplatzsuche und Tankstelle. Wenn möglich, bitte wenden platzierte sich wenige Monate nach Erscheinen in der Spiegel-Bestseller-Liste. 

### Ich kann so nicht arbeiten, 2010
Schumachers nächstes Buch hieß und erschien im September 2010. Es greift erneut auf die Figur Harald Grützner zurück, der diesmal als Innendienstler in der Zentrale eines Süßwarenkonzerns die Schrecken des deutschen Firmenlebens kennenlernt. Sein letztes veröffentlichtes Werk ist Eigentlich wollte ich nur einen Toaster, eine bösartige Tirade gegen die Digitalisierung des Alltags und die omnipräsenten Smartphones.

## Mitgliedschaften und Funktionen
- Schumacher ist Vorsitzender des Nordkurier Leserhilfswerks e. V., einem gemeinnützigen Verein, der unschuldig in Not geratenen Menschen hilft.
- Für den Bundesverband der Zeitungsverleger (BDZV) sitzt Schumacher zudem in zwei Beschwerdeausschüssen des Deutschen Presserates.[3]
- Er engagiert sich zudem für die gemeinnützige Musikgesellschaft Neue Philharmonie gGmbH und als Stifter und Vorstand in der Festspiele Mecklenburg-Vorpommern-Stiftung mit Sitz in Schwerin.[4]

## Kontroversen
Einzelne Journalisten von TAZ, SWR Aktuell und Kontext:Wochenzeitung warfen Schumacher im August 2024 vor, dass sich die Orientierung der Schwäbischen Zeitung verändere, dabei wurde von "Rechtsruck" gesprochen. Schumacher entgegnete, strittig sei doch nur, ob man mal mit dem einen oder anderen auch spricht. "Da habe ich tatsächlich eine sehr liberale Grundhaltung und sage: Reden sollten Journalisten immer und man muss auch nicht immer einen Disclaimer davorsetzen, sondern man sollte einfach journalistisch gut nachfragen."

## Werke
- (Co-Autor: Mark Spörrle) Senk ju vor träwelling – Wie Sie mit der Bahn fahren und trotzdem ankommen. Verlag Herder, Freiburg im Breisgau 2008, ISBN 978-3-451-29809-7.
- (Co-Autor: Mark Spörrle) Senk ju vor träwelling – Neue Tipps zum Überleben in der Bahn. Verlag Herder, Freiburg im Breisgau 2009, ISBN 978-3-451-30121-6.
- Wie wisch ju a plessant dschörni – Kuriositäten aus dem Bahnalltag. Verlag Herder, Freiburg im Breisgau 2009, ISBN 978-3-451-30169-8.
- Wenn möglich, bitte wenden – Erlebnisse eines Autofahrers. Goldmann Verlag, München 2009, ISBN 978-3-442-31209-2.
- Ich kann so nicht arbeiten – Geschichten aus dem Büro. Goldmann Verlag, München 2010, ISBN 978-3-442-31236-8.
- Eigentlich wollte ich doch nur einen Toaster: Bin ich zu blöd, oder liegt’s an der Technik? Goldmann Verlag, München 2012, ISBN 978-3-442-31299-3.